# Daniel Carvalho
Daniel da Silva Carvalho (n. 1 martie 1983, în Jaguarão, Rio Grande do Sul) este un fotbalist brazilian care joacă pe postul de mijlocaș.

## Palmares

### Club
Internacional
- Campeonato Gaúcho: 2002, 2003
- Copa Sudamericana: 2008

ȚSKA Moscova
- Prima Ligă Rusă: 2005, 2006
- Cupa Rusiei: 2004–05, 2005–06, 2008–09
- Supercupa Rusiei: 2004, 2006, 2007, 2009
- Cupa UEFA : 2005

Palmeiras
- Copa do Brasil: 2012

### Brazilia
Brazilia U-20
- Campionatul Mondial U-20: 2003

### Individual
- Fotbalistul anului în Rusia (Sport-Express): 2005
- Inclus în lista celor mai buni 33 de fotbaliști din campionatul Rusiei: 2005, 2006
- Omul meciului în Finala Cupei UEFA 2005

## Internațional
La 31 mai 2014.
| Națională | Sezon | Meciuri | Goluri |
| --------- | ----- | ------- | ------ |
| Brazilia  | 2006  | 3       | 1      |
| Total     | Total | 3       | 1      |